# Sergio Goyri
Sergio Goyri Pérez (Tlaxcala de Xicohténcatl, 14 de Novembro de 1958) é um cantor, diretor e ator mexicano.

## Biografia
Estreou no mundo da atuação, em 1975, para atuar como auxiliar na "Mundos opuestos". Deve-se, entre as suas faceta como cantor e diretor. Atuou em vários filme fitas como, "El trono del infierno", "Arma secreta", "Supervivencia" e "Retén".
Não devemos esquecer que sua história também tem uma carreira artística como cantor interessante:La fiesta de mi pueblo, Hecho para ti y Sergio Goyri.
Sergio tem três filhos de seu primeiro casamento e dois com sua atual esposa Telly Filipini.
Em suas atuações em telenovelas se destacam o vilão Inácio Aguirre em Te sigo amando no ano de 1996 protagonizando juntamente com os atores Claudia Ramírez e Luis José Santander, e Victor Izaguirre em Niña... amada mía de 2003 novamente como um personagem de caráter forte, contracenou com atores como Karyme Lozano, Ludwika Paleta e Eric del Castillo, que foram exibidas no Brasil.
Na telenovela Duelo de pasiones de 2006, Sergio interpreta um homem atormentado por seu passado, e que tornando impossível as vidas e sua esposa papel de Erika Buenfil e sua filha papel de Ludwika Paleta com quem já havia contracenado anteriormente. 
Em Mi pecado de 2009 Sergio, novamente mostra as suas facetas como vilão da história, Ramiro Sousa. O ator saiu da trama antes da metade, pois segundo ele a novela merecia estar no horário nobre.
Em 2010 integrou o elenco da telenovela Soy tu dueña, interpretando o antagonista Rosendo, junto com Gabriela Spanic.
Em 2011 protagonizou a novela Dos hogares, junto com Anahí e Carlos Ponce. Esse foi uma das raras vezes em que ele foi alçado ao papel de protagonista, sendo a ultima vez em 2003 em Niña amada mía.

## Telenovelas
- Los Hilos del Pasado (2025 - 2026) - Ramiro
- El maleficio (2024) - Humberto Zamora
- Tierra de esperanza (2023) - Rutilio Ferrer
- Pasión de gavilanes 2 (2022) - Samuel Caballero
- Diseñando tu amor (2021) - Guillermo Vargas Mota
- Falsa identidad (2018-2019) - Gavino Gaona
- Señora Acero (2016) - Jesús "Chucho" Casares
- Que te perdone Dios (2015) – Fausto Lopez Guerra (Vilão)
- Corazón Indomable (2013) – Álvaro Cifuentes
- Dos Hogares (2011-2012) – Ricardo Valtierra
- Soy Tu Dueña (2010) – Rosendo Gavillán (Vilão)
- Mi pecado (2009) – Gabino Roura (Vilão)
- Amor sin maquillaje (2007) – Héctor Ibarra
- Duelo de pasiones (2006) – Álvaro Montellano (Vilão)
- Piel de otoño (2005) – Ramón Mendoza (Vilão)
- Rubí (2004) – Yago Pietrasanta (Vilão)
- Niña amada mía (2003) – Víctor Izaguirre
- Sin pecado concebido (2001) – Emiliano Martorel Ocho (Vilão Principal)
- La casa en la playa (2000) – Juan Carlos Cabera-Rincón Rivas
- Te sigo amando (1996) – Ignacio (Vilão Principal)
- El premio mayor (1995) – Jorge
- Vida robada (1991) – Carlos
- Días sin luna (1990) – Andrés
- El precio de la fama (1987) – Jaime Garay
- Angélica (1985) – Humberto
- El maleficio (1983 - 1984) - César de Martino
- Extraños caminos del amor (1981) – Álvaro
- Mundos opuestos (1975) – Joaquín

## Prêmios e Indicações

### Prêmio TVyNovelas
| Ano  | Categoria                 | Telenovela           | Resultado |
| ---- | ------------------------- | -------------------- | --------- |
| 2012 | Melhor ator protagonista  | Dos hogares          | Nominado  |
| 2011 | Melhor ator antagonista   | Soy tu dueña         | Nominado  |
| 2010 | Melhor primeiro ator      | Mi pecado            | Nominado  |
| 2006 | Melhor ator antagonista   | Piel de otoño        | Ganhador  |
| 2004 | Melhor ator protagonista  | Niña amada mía       | Nominado  |
| 2002 | Melhor vilão              | Sin pecado concebido | Nominado  |
| 1998 | Melhor ator protagonista  | Te sigo amando       | Ganhador  |
| 1992 | Melhor ator protagonista  | Vida robada          | Nominado  |
| 1991 | Melhor ator protagonista  | Días sin luna        | Nominado  |
| 1986 | Melhor ator protagonista  | Angélica             | Nominado  |
| 1984 | Mlhor revelação masculina | El maleficio         | Ganhador  |

### TV Adicto Golden Awards
| Ano  | Categoria              | Nominados                      | Resultado |
| ---- | ---------------------- | ------------------------------ | --------- |
| 2010 | Melhor vilão da década | Sergio Goyri por Piel de otoño | Ganhador  |

| Ano  | Categoria    | Telenovela    | Resultado |
| ---- | ------------ | ------------- | --------- |
| 2010 | Melhor vilão | Soy tu dueña  | Ganhador  |
| 2009 | Mejor vilão  | Mi pecado     | Ganhador  |
| 2005 | Melhor vilão | Piel de otoño | Ganhador  |

### Prêmios Bravo
| Ano  | Categoria               | Nomeação por  | Resultado |
| ---- | ----------------------- | ------------- | --------- |
| 2006 | Melhor ator antagonista | Piel de otoño | Ganhador  |